# 콘트랄토

콘트랄토의 음역대(F3-F5)

콘트랄토(Contralto)는 성악 음역이 가장 낮은 여성 음성 타입인 클래식 여성 가창 음성의 일종이다.
콘트랄토의 음역대는 상당히 희소성이 있다. 메조소프라노와 비슷하며 거의 카운터테너와 동일하다.

## 같이 보기
- 분류:알토